# 高晓力
高晓力（1973年9月20日—），女，汉族，河北深州人，中华人民共和国政治人物，中国共产党党员，研究生学历，法学博士。

## 生平
先后就读于中国政法大学、北京大学和对外经济贸易大学，获法学博士学位。1999年9月至2000年7月，在加拿大蒙特利尔大学学习，获得加拿大蒙特利尔大学法学硕士。曾为德国马克斯普朗克国际私法与比较法研究所访问学者。
1994年7月以来，先后在最高人民法院经济审判庭、民四庭、第一巡回法庭、国际合作局、第六巡回法庭、民二庭工作。
2011年6月30日，任最高人民法院审判员。2012年1月10日，任中国国际私法学会第七届理事会理事。2015年1月15日，任最高人民法院第一巡回法庭主审法官。2017年9月1日至2020年6月20日，任最高人民法院民事审判第四庭副庭长。期间，2018年6月28日任国际商事法庭法官。2020年4月，任最高人民法院国际合作局局长。2021年2月28日，任最高人民法院第六巡回法庭副庭长。2022年12月30日，改任最高人民法院民事审判第四庭庭长。2023年10月24日，改任最高人民法院民事审判第二庭庭长。2024年6月28日，任最高人民法院审判委员会委员。2025年2月25日，经十四届全国人大常委会第十四次会议表决，出任最高人民法院副院长，晋升副部级。
2023年7月1日，当选为联合国上诉法庭第一副庭长，系首个当选联合国上诉法庭法官的中国人。